# Wüstegarten
Der Wüstegarten, auch Hoher Keller,  ist mit 675,3 m ü. NHN der höchste Berg des Westhessischen Berg- und Senkenlands, des Kellerwalds, des Naturparks Kellerwald-Edersee und des Schwalm-Eder-Kreises in Nordhessen.
Auf der Bergkuppe, die vom Ringwall der Heidelburg umgeben ist, steht der Aussichtsturm Kellerwaldturm.

## Geographie

### Lage
Der Wüstegarten liegt im Süden des Kellerwalds an der Grenze der Gemeinden Jesberg im Schwalm-Eder-Kreis und Haina im Landkreis Waldeck-Frankenberg. Er ist Teil des Naturparks Kellerwald-Edersee. Der nächstgelegene Ort, Haddenberg, ein Ortsteil von Haina, befindet sich an der Westseite. Nordöstlich des Bergs gelegene Teile des Hohen Kellers gehören zur Gemeinde Bad Zwesten und zur Stadt Bad Wildungen.
Der Wüstegarten wird von den linken Schwalm-Zuflüssen Urff im Norden und Gilsa im Süden und Osten und vom linken Gilsa-Zufluss Norde im Südwesten begrenzt. Jenseits bzw. südlich der Gilsa schließt sich die Oberhessische Schwelle mit dem Höhenzug Hemberg an.

### Naturräumliche Zuordnung
Der Wüstegarten bildet zusammen mit den sich nordöstlich anschließenden Nebengipfeln Hunsrück (635,9 m) und Sauklippe (584,4 m) den Bergkamm Keller (auch Hoher Keller genannt). Dieser gehört in der naturräumlichen Haupteinheitengruppe Westhessisches Berg- und Senkenland (Nr. 34), in der Haupteinheit Kellerwald (344) und in der Untereinheit Hoher Kellerwald (344.0) zum Naturraum Jeust und Keller (344.00).

## Geologie
Teile des Bergkamms bestehen aus Quarzit mit Klippen und Blockfeldern. Zu den Gesteinsformationen am und auf dem Berg gehören die Mausefalle, die Wanderklippe, der Hunsrück, der Birkenstein und die Exhelmer Steine.

## Schutzgebiete
Der Wüstegarten ist Teil des seit 1971 bestehenden und 233,00 km² großen Landschaftsschutzgebiets Kellerwald (LSG-Nr. 329111). Der Berg befindet sich im Fauna-Flora-Habitat-Gebiet Hoher Keller (FFH-Nr. 4920-304).

## Ringwall der Heidelburg

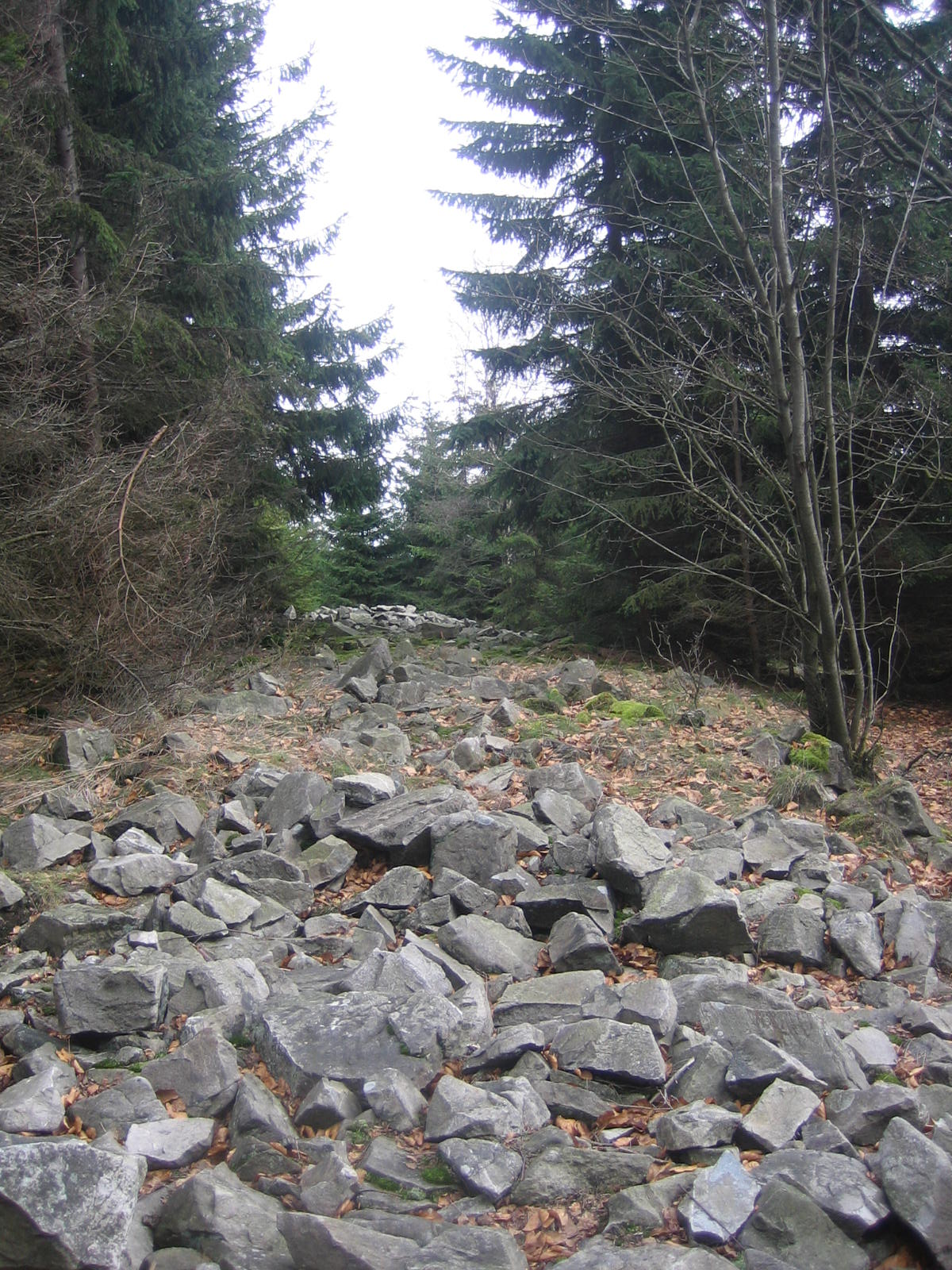
Ringwall der Heidelburg auf dem Wüstegarten

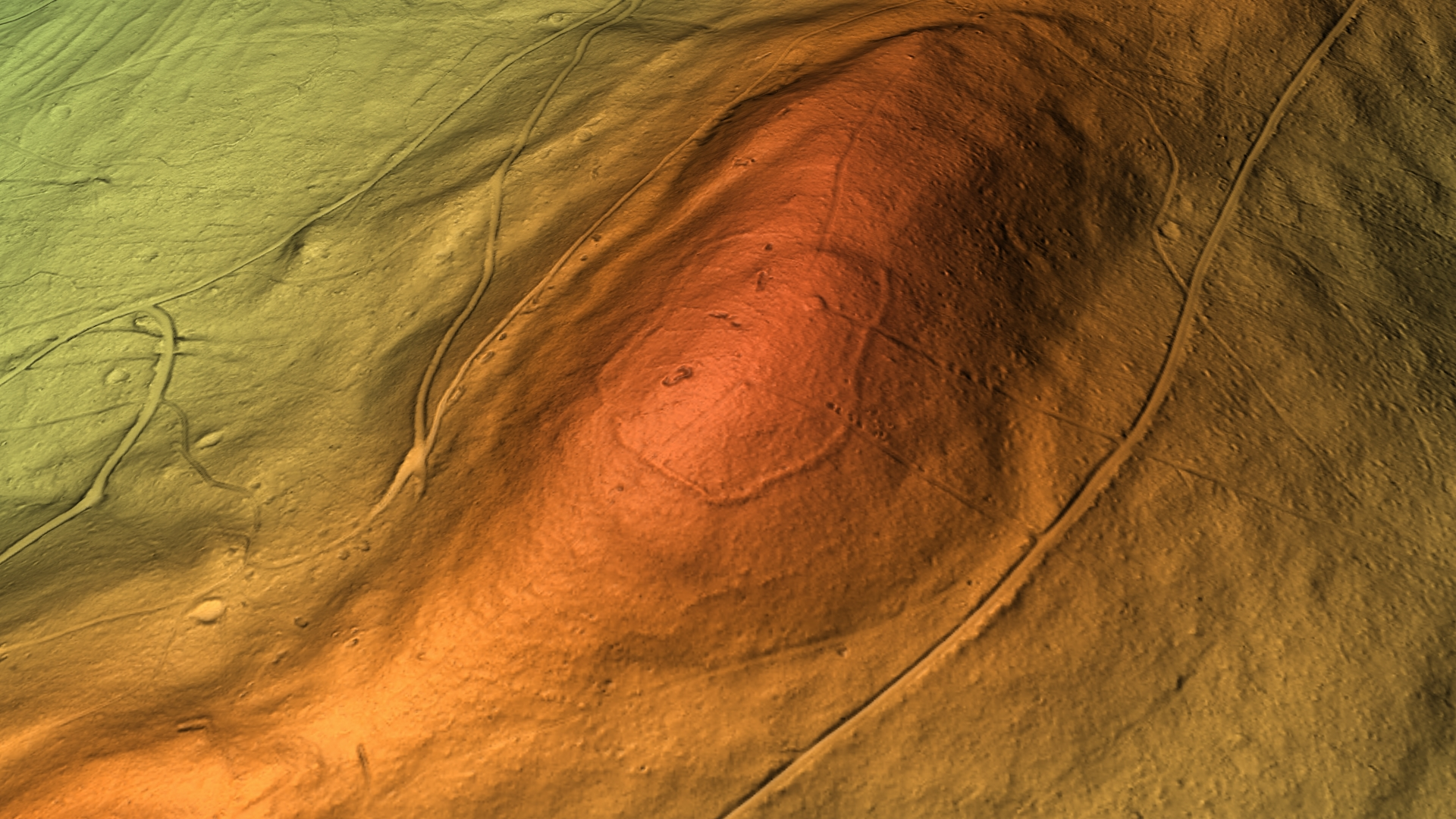
Digitales Reliefbild des Wüstegarten

Auf der Kuppe des Wüstegartens sind die Überreste eines Ringwalls zu erkennen. Der Steinwall ist im Zusammenhang der Auseinandersetzungen der Konradiner gegen die liudolfingischen Sachsenherzöge, zunächst als spätkarolingische Grafen, dann als Inhaber des Königsamtes unter Konrad I., zu sehen. Er stammt mit hoher Wahrscheinlichkeit aus dem 9. Jahrhundert n. Chr. Eine auf dem Wüstegarten angebrachte Texttafel datiert dagegen sein Alter in die Eisenzeit und gibt eine Nutzung als befestigter Verteidigungsort und Kultplatz an.
Das Oval misst 200 m × 140 m. Der heute noch erhaltene Wall ist stellenweise bis zu 7 m breit. 1963 wurde er archäologisch untersucht. Man stellte fest, dass die Steine eine Außen- und Innenfront bilden. Hölzerne Ein- bzw. Aufbauten konnten nicht nachgewiesen werden. Hinweise auf eine Besiedlung des Platzes wurden ebenfalls nicht gefunden.
Ein im Eingangsbereich des Jesberger Rathauses ausgestellter Quarzitblock mit halbkugelförmiger Vertiefung, der auf dem Gipfelplateau gefunden wurde, wird volkstümlich als Opferschale und damit als Beleg für eine keltische Nutzung des Wüstegartens als Kultstätte oder Opferplatz gedeutet. Es gibt allerdings keinerlei Anhaltspunkte für einen nicht-natürlichen Ursprung der Schale oder eine Nutzung des Steins. Auch fehlen Funde, die auf die Anwesenheit einer keltischen Bevölkerung schließen lassen, in Niederhessen vollständig.
1475 wird der Wüstegarten erstmals als der wuste garten urkundlich erwähnt. Im 16. und 17. Jahrhundert wird die Heidelburg genannte Wallanlage mit den Bezeichnungen Heulburgk, Hulnburgk, Hedelberg und Heidelburg in Schriften und Urkunden erwähnt.

## Kellerwaldturm

### Turmbeschreibung

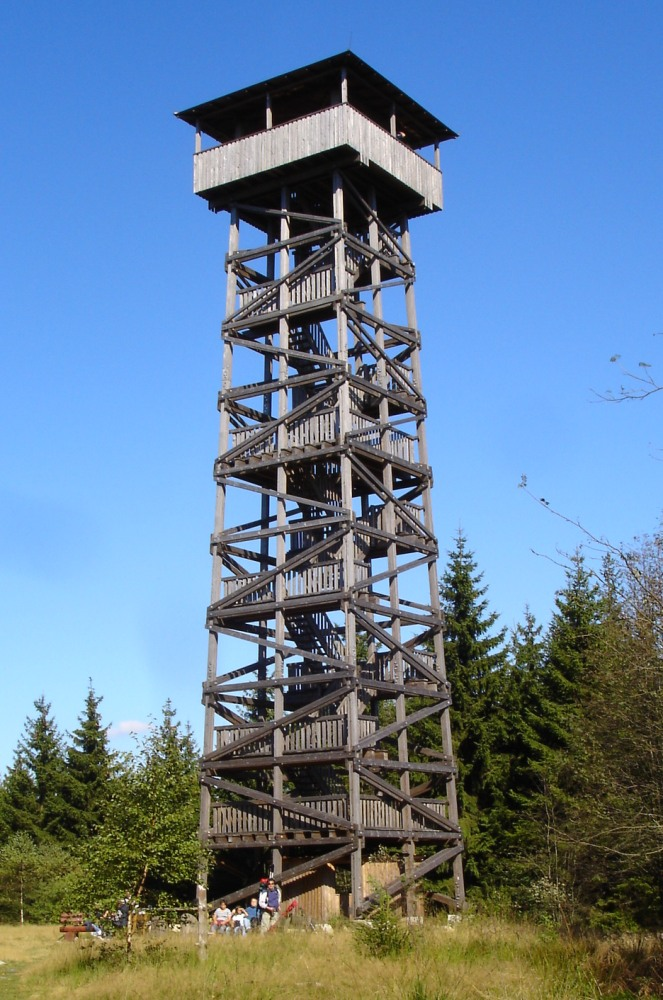
Kellerwaldturm

Auf dem Gipfel des Wüstegarten steht seit Herbst 2003 der 28 m hohe Kellerwaldturm mit vollständig überdachter Aussichtsplattform in 25 m Höhe, der am 9. Mai 2004 offiziell eingeweiht wurde. Er ersetzt einen 18 m hohen Aussichtsturm von 1971.
Der Kellerwaldturm wurde aus widerstandsfähigem Lärchen-Kernholz errichtet und hat 123 Treppenstufen. Die Konstruktion in diagonal ausgeführter Doppelzangen-Bauweise soll dem Turm eine hohe Festigkeit gegen Windlast verleihen, da er flexibel nachgeben kann. Für Besucher auf der Plattform ist ggf. ein leichtes Schwanken spürbar.
Nach Norden blickt man über den Kellerwald zu den Ederhöhen, die im Traddelkopf bis 626,4 m hoch aufragen. Nach Nordosten blickt man zum Habichtswald, mit dem Fernsehturm auf dem Essigberg und dem Herkules auf dem Karlsberg. Außerdem sind der Kaufunger Wald und der Hohe Meißner zu erkennen, gelegentlich ist im Fernglas sogar der 137,7 km entfernte Brocken im Harz zu sehen. Ebenfalls in Richtung Nordosten sind im Vordergrund die Einmündung der Gilsa in die Schwalm und dahinter der auf dem Berg Altenburg (432,7 m) stehende Aussichtsturm zu erkennen.
In ostsüdöstlicher Richtung erhebt sich der Knüll, im Südosten die Rhön und im Süden der Vogelsberg, zu dem man über den im Vordergrund befindlichen Höhenzug Hemberg schaut. Im Südsüdwesten ist bei klarer Sicht der 98 km entfernte Große Feldberg im Taunus sehen. Im Südwesten liegt der Westerwald. Nach Westen schaut man am Fernsehturm auf dem Hohen Lohr vorbei zum Rothaargebirge, zum Hoch-Sauerland und zum Upland.
Am Fuß des Aussichtsturms stehen Bänke und Tische. Das Erdgeschoss des Turms dient als Schutzhütte, in der sich weitere Bänke und Informationstafeln über die Flora, Fauna, Geologie und Geschichte des Kellerwalds befinden.

### Sanierungsbedarf
Im Jahr 2006 zeigten sich Risse an den Schichtholzbalken. Im April 2009 wurde daraufhin das Betreten des Turms aus Sicherheitsgründen zunächst verboten. Nachdem im Mai 2010 ein neues Gutachten zu dem Ergebnis kam, dass die Standsicherheit des Turms gewährleistet ist, darf er wieder von bis zu 15 Personen gleichzeitig bestiegen werden. Ein Rechtsstreit darüber, wer für die Schäden bzw. Baumängel verantwortlich ist, ist noch anhängig.

### Alternativer Turm
Im Jahr 2013 wurden Pläne des Deutschen Wetterdienstes (DWD) bekannt, auf dem Wüstegarten in der Nähe des Gipfels ein neues Wetterradar mit einer Aussichtsplattform zu errichten. Die Planung findet in Kooperation des DWD mit dem Wiesbadener Windkraftprojektierer ABO Wind statt. Ein neues Radar würde das rund 38 km nordwestlich des Berges und 2,5 km südwestlich von Flechtdorf (Ortsteil von Diemelsee) befindliche Radar überflüssig machen. Dieses blockiert zahlreiche Windparkplanungen. Im März 2016 vermeldete ABO Wind, eine Baugenehmigung für das neue Radar erhalten zu haben. Geplant ist demnach das bundesweit erste Wetterradar mit einer Aussichtsplattform, die sich auf 39 m Höhe befinden soll und den sanierungsbedürftigen Turm ersetzen wird. Anfang September 2024 begannen die Bauarbeiten, und der Rohbau wurde im März 2025 fertiggestellt. Die Inbetriebnahme der Radarstation ist für 2025 geplant, im Anschluss erfolgt der Abriss und Rückbau des bisherigen Turms.

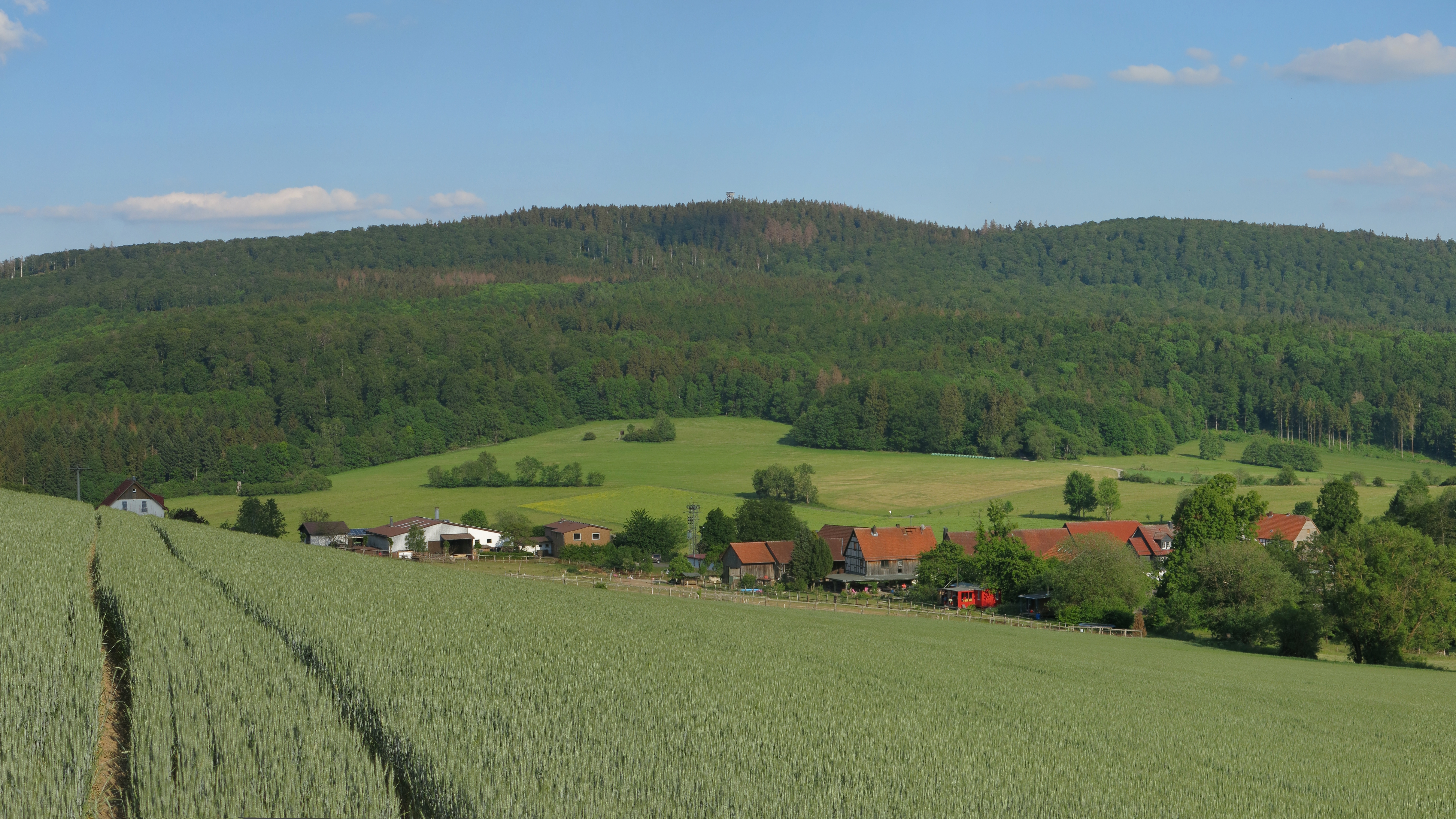
Ansicht von Westen mit dem Dorf Haddenberg
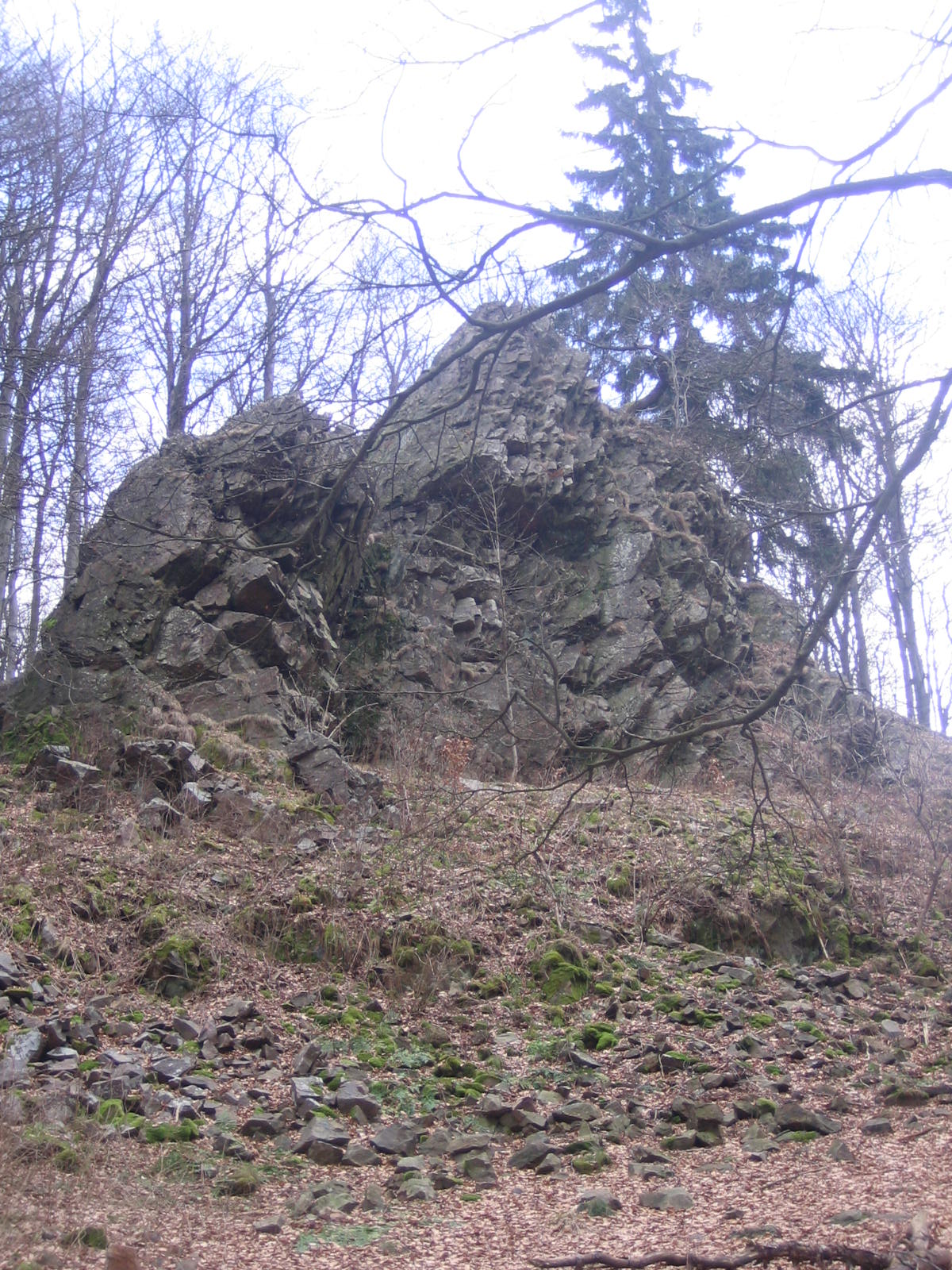
Exhelmerstein[4] (Felsformation am Westhang des Wüstegarten)
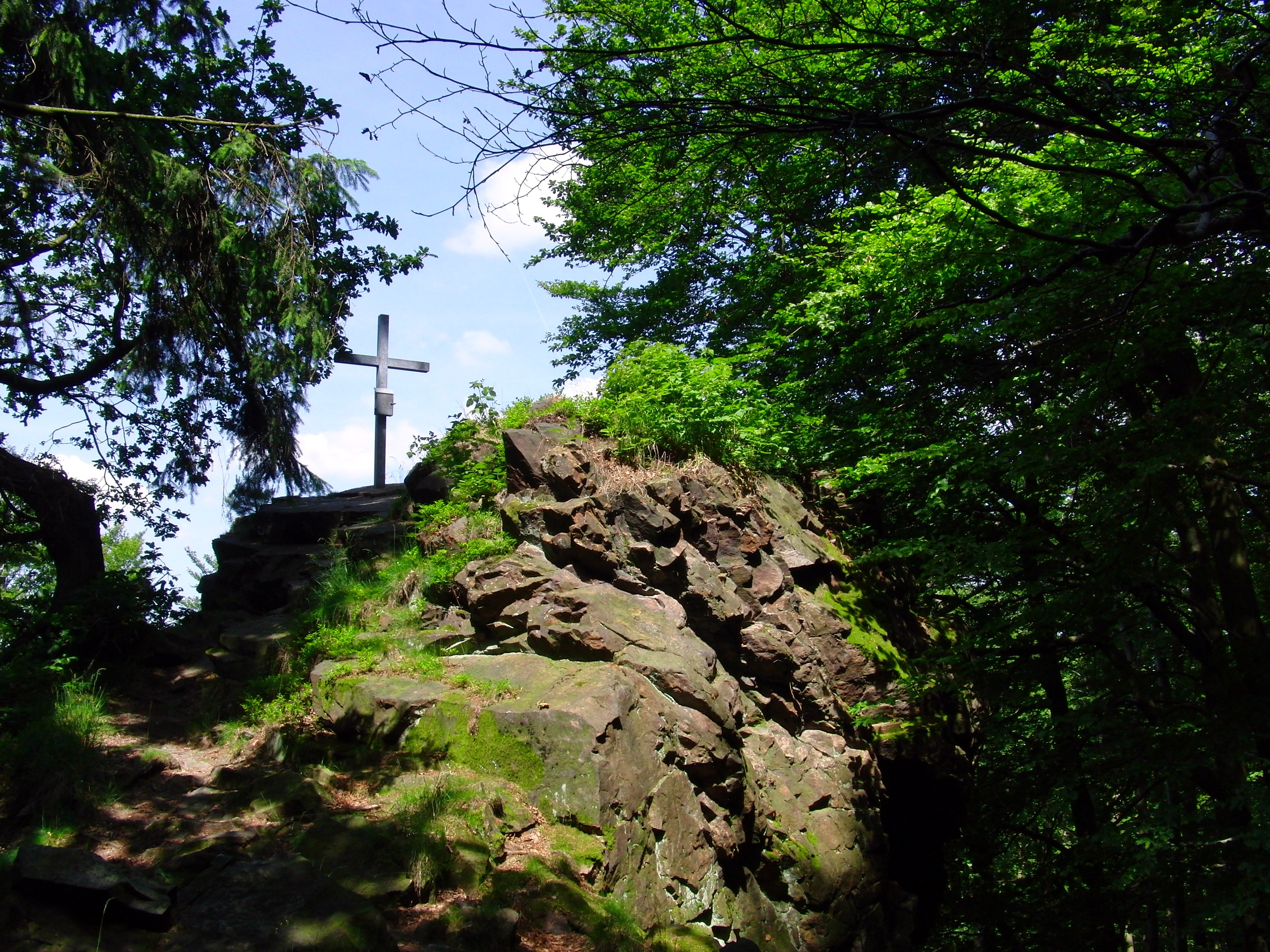
Exhelmerstein mit Gipfelkreuz und -buch
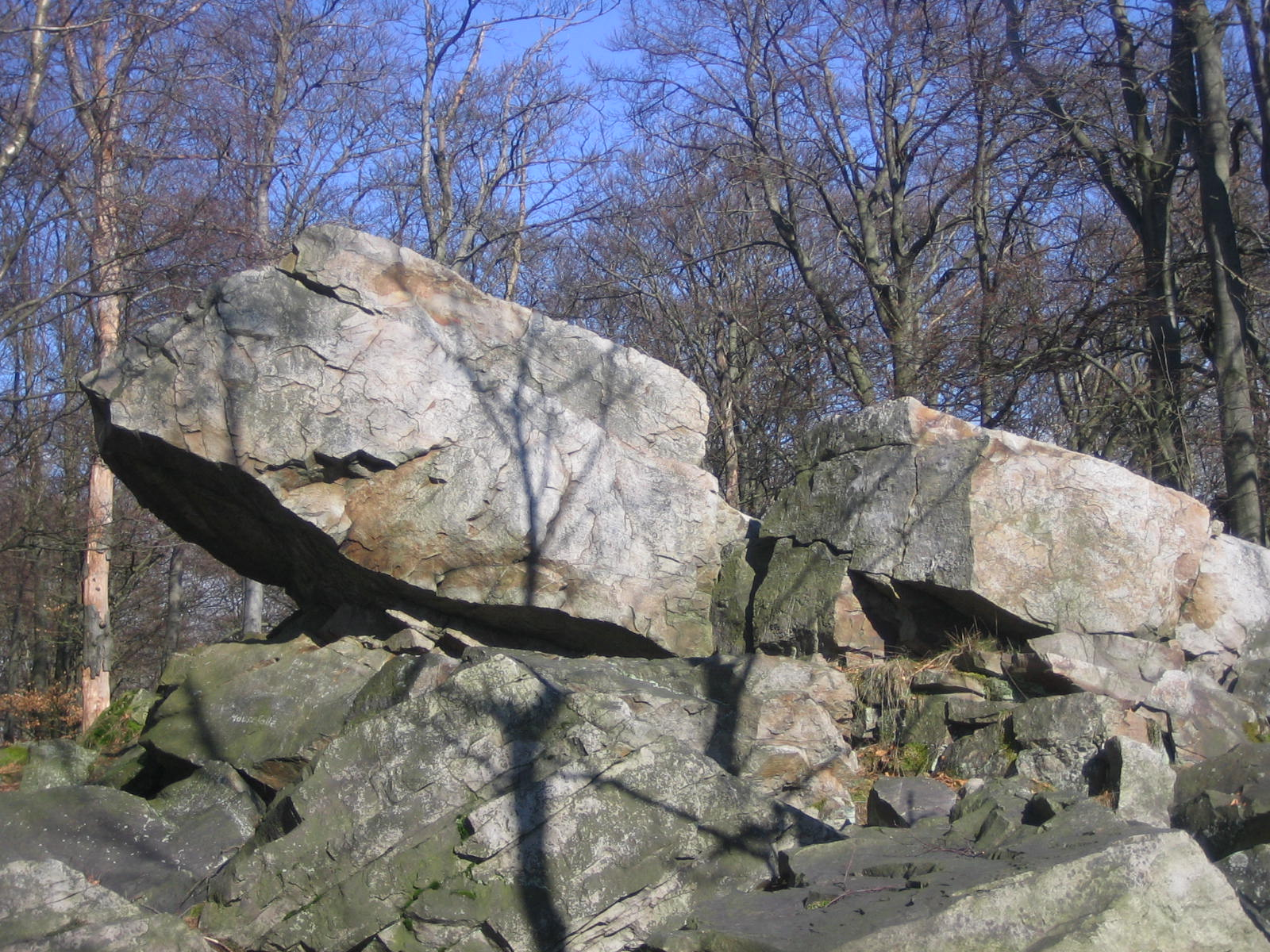
Mausefalle (Felsformation am Westhang des Wüstegarten)
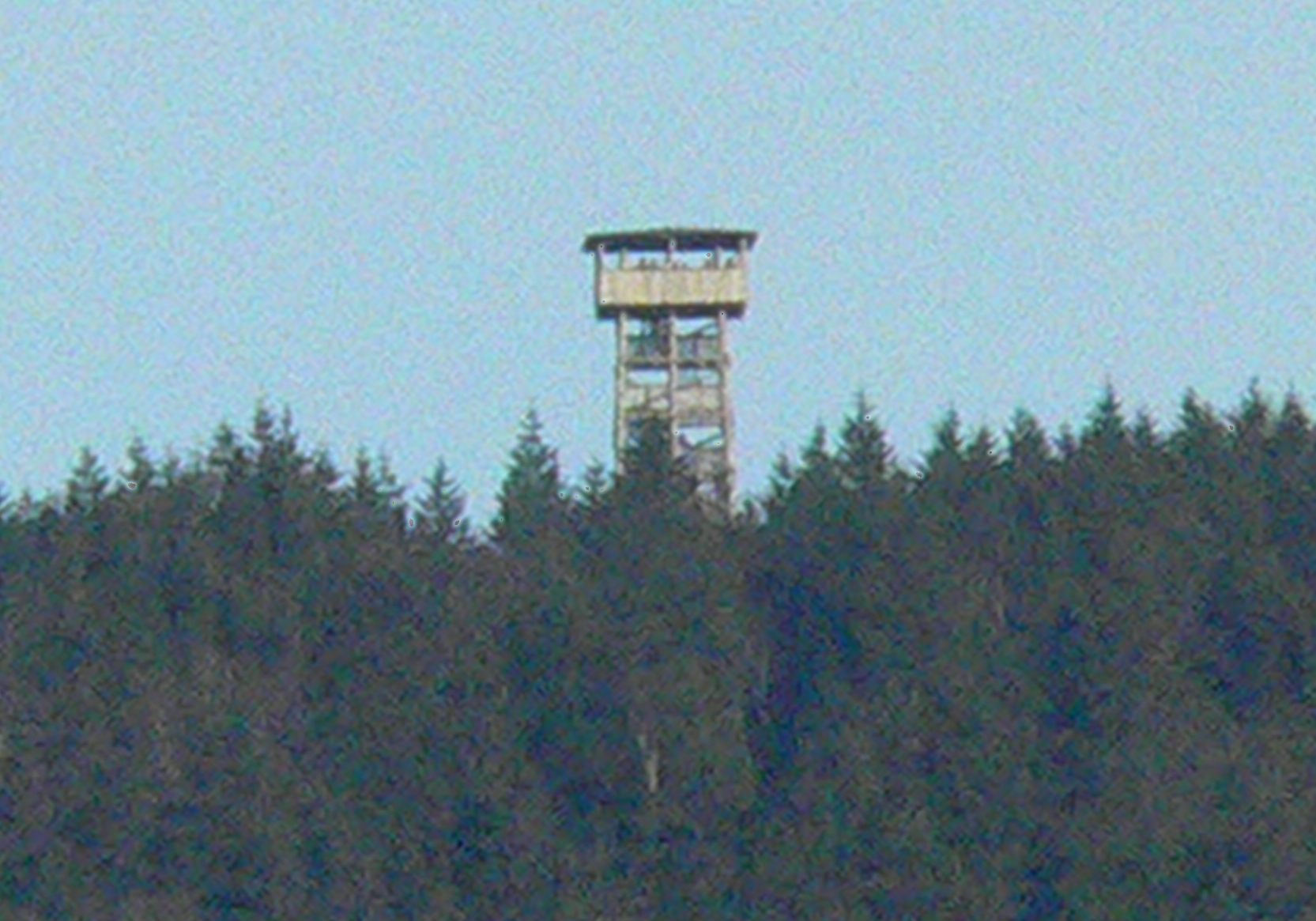
Kellerwaldturm aus der Ferne
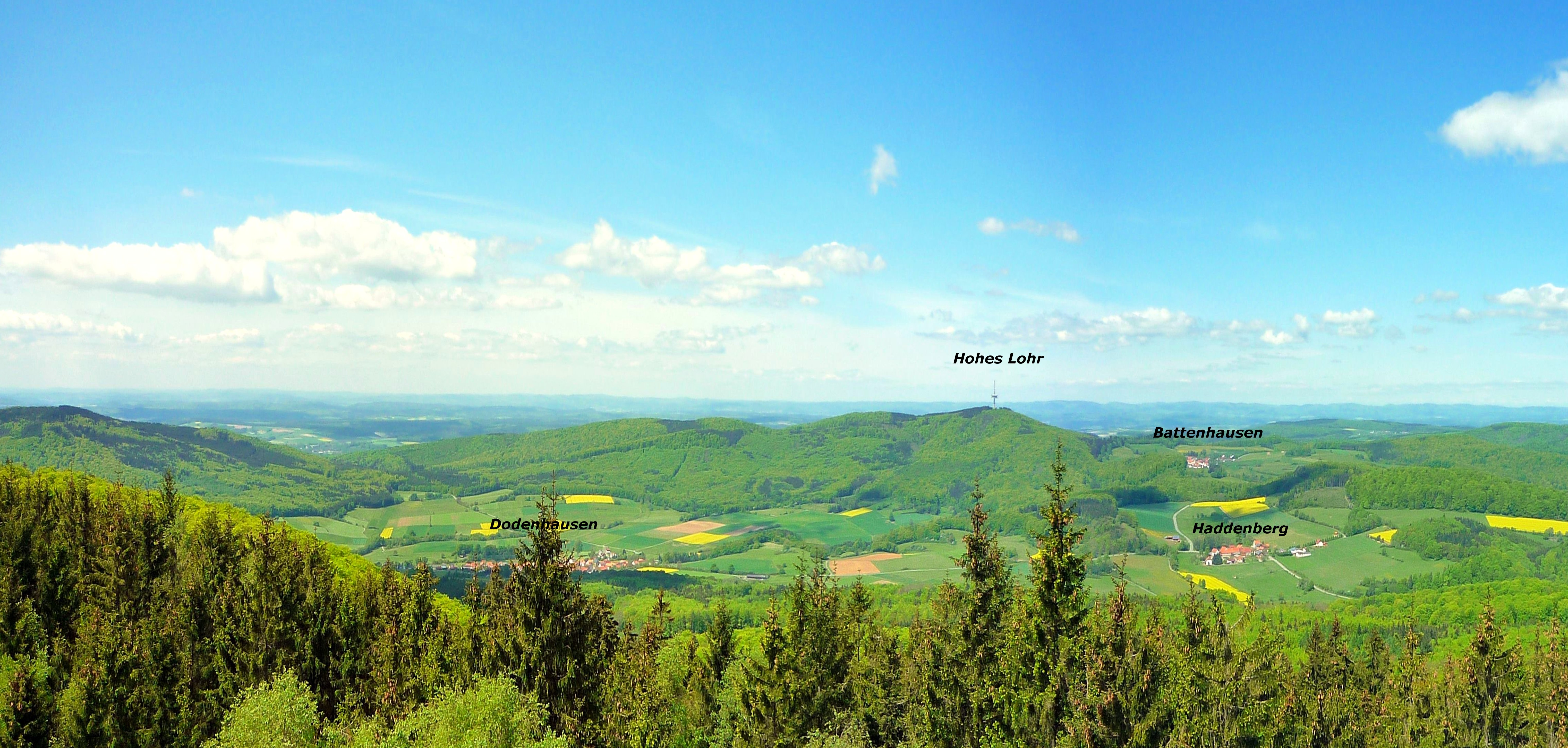
Aussicht vom Kellerwaldturm nach Westen
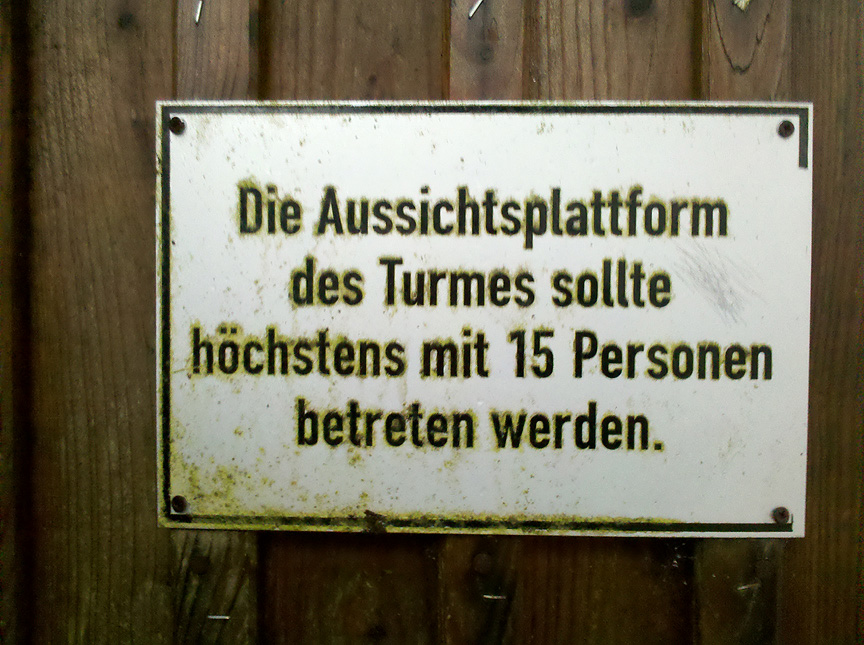
Hinweisschild am Aufstieg des Kellerwaldturms

## Freizeit- und Sportmöglichkeiten
Zu den Freizeit- und Sportmöglichkeiten am Wüstegarten gehören: Mountainbiking, Nordic Walking, Reiten, Skilanglauf und Wandern.
Über den Wüstegarten und vorbei am Kellerwaldturm verlaufen Abschnitte von Kellerwaldsteig (156 km langer Wanderweg im Naturpark Kellerwald-Edersee) und Studentenpfad (252 km langer Wanderweg, der von Göttingen über Kassel nach Gießen führt). Der Lulluspfad (184 km langer Fernwanderweg, der den Edersee mit dem Rennsteig verbindet) überquert den Hohen Keller in seinem nordöstlichen Teil.
Wanderwege beginnen zum Beispiel in oder bei Densberg, Jesberg, Bergfreiheit und Haddenberg. Der kürzeste Aufstieg zum Wüstegarten und Kellerwaldturm fängt am Parkplatz nahe Haddenberg an. Von dort sind zum Turm etwa 3 km durch ausgedehnten Buchenwald, aber auch vorbei an Nadelbäumen zurückzulegen. Dabei sind etwa 225 m Höhenunterschied zu bewältigen. Man folgt dem Wanderweg „B4“ oder dem Kellerwaldsteig. Beim Aufstieg (ca. 45 Min.) kommt man an einer Holzarbeiterhütte, den Felsformationen Exhelmer Steine und Mausefalle sowie dem Ringwall auf dem Bergkamm vorbei. Im unteren und mittleren Bereich des Bergs läuft man auf einem breiten Weg, im oberen auf einem Pfad.
Unterhalb des Kellerwaldturms wurde 2020 am südlichen Hang der Moorpfad ⊙ angelegt, der auf fast einem Kilometer Länge als Lehrpfad über die umliegende Pflanzengesellschaft informiert.

## Wege

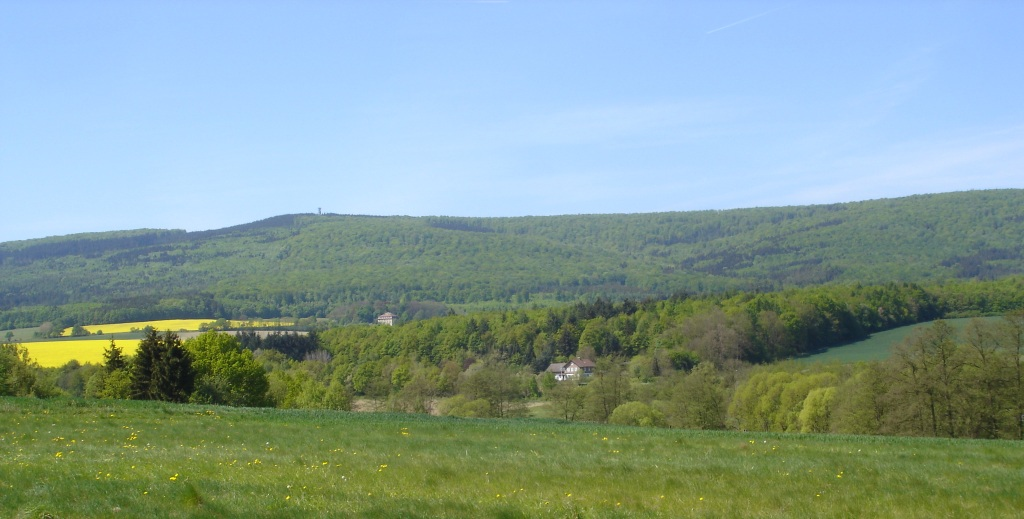
Blick auf den Wüstegarten von Jesberg aus Richtung Südosten

Auf den Wüstegarten führen Forstwege von allen Seiten. Am schnellsten ist der Gipfel vom Parkplatz Wüstegarten an der L 3296 südlich von Haddenberg erreichbar.